# Campeonato Europeo Femenino Sub-17 de la UEFA
El Campeonato de Europa UEFA Sub-17 Femenino, competición internacional organizada por la UEFA, se disputó por primera vez en la temporada 2007/08, tras ser aprobado por el Comité Ejecutivo de la UEFA el pasado 22 de mayo de 2006.
La decisión de iniciar una competición anual se tomó al poco tiempo de aprobarse la disputa de la Copa Mundial Femenina de Fútbol Sub-17 en 2008. Este Torneo Europeo servirá de clasificación para el Mundial. Además, con la Eurocopa de la UEFA quiere mostrar su compromiso con el fútbol femenino y reconocer el crecimiento del deporte en este sector a través de torneos. También, la UEFA, con este nuevo campeonato, quiere promover y animar a las federaciones miembro que no suelen tener fútbol femenino a que se propongan formar parte de esta competición europea.

## Campeonatos

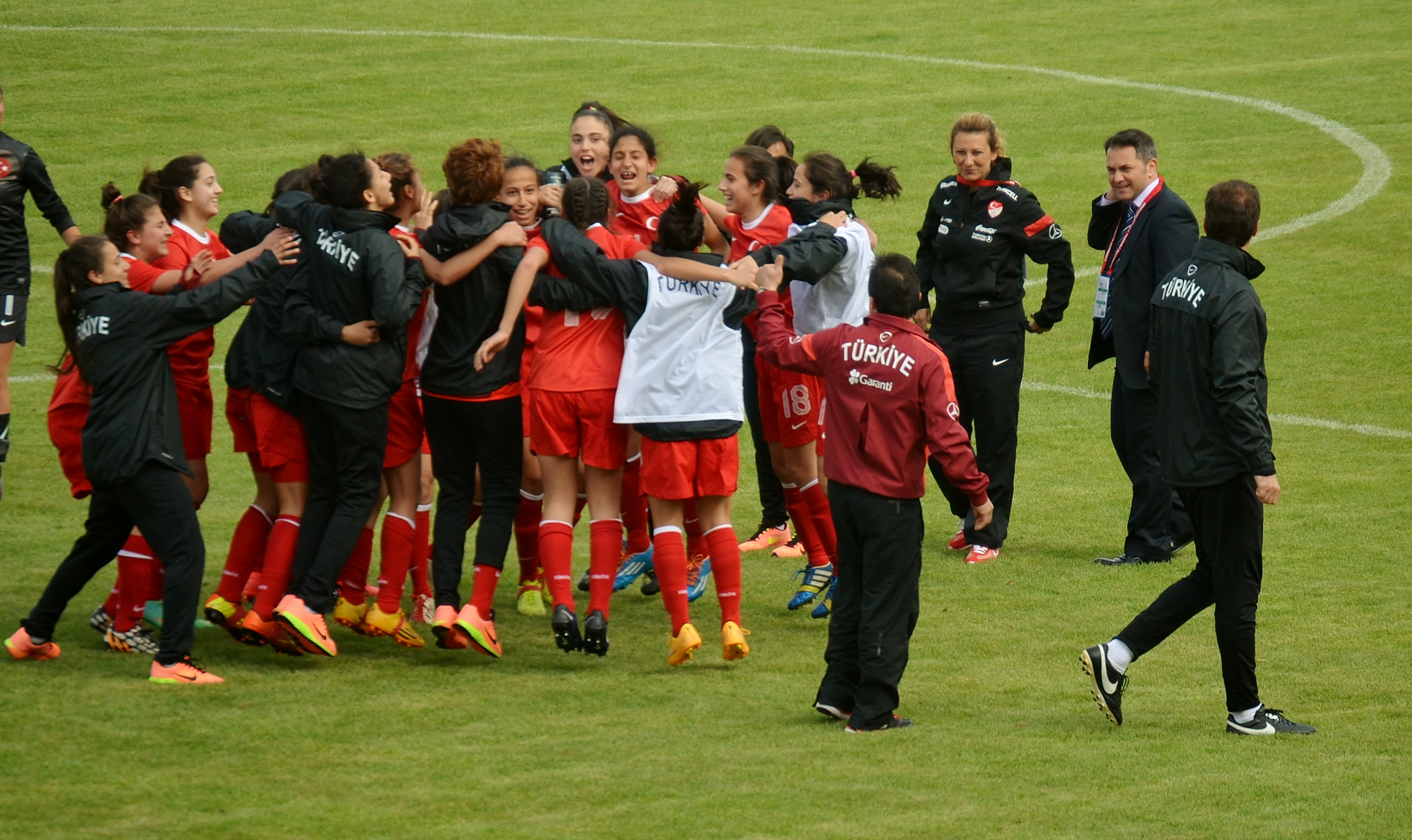
Equipo de fútbol femenino de Turquía de la asociación nacional sub-17 disfrutando de su victoria ante Finlandia en el partido de octavos de la UEFA Sub-17

| Edición | Año          | Sede                 | Campeón                                    | Final Resultado                            | Subcampeón                                 | Tercer lugar                               | Resultado                                  | Cuarto lugar                               |
| ------- | ------------ | -------------------- | ------------------------------------------ | ------------------------------------------ | ------------------------------------------ | ------------------------------------------ | ------------------------------------------ | ------------------------------------------ |
| 1       | 2008 Detalle | Suiza                | Alemania                                   | 3:0                                        | Francia                                    | Dinamarca                                  | 4:1                                        | Inglaterra                                 |
| 2       | 2009 Detalle | Suiza                | Alemania                                   | 7:0                                        | España                                     | Francia                                    | 3:1                                        | Noruega                                    |
| 3       | 2010 Detalle | Suiza                | España                                     | 0:0 (4-1 p.p.)                             | Irlanda                                    | Alemania                                   | 3:0                                        | Países Bajos                               |
| 4       | 2011 Detalle | Suiza                | España                                     | 1:0                                        | Francia                                    | Alemania                                   | 8:2                                        | Islandia                                   |
| 5       | 2012 Detalle | Suiza                | Alemania                                   | 1:1 (4-3 p.p.)                             | Francia                                    | Dinamarca                                  | 0:0 (5-4 p.p.)                             | Suiza                                      |
| 6       | 2013 Detalle | Suiza                | Polonia                                    | 1:0                                        | Suecia                                     | España                                     | 4:0                                        | Bélgica                                    |
| 7       | 2014 Detalle | Inglaterra           | Alemania                                   | 1:1 (3-1 p.p.)                             | España                                     | Italia                                     | 0:0 (4-3 p.p.)                             | Inglaterra                                 |
| 8       | 2015 Detalle | Islandia             | España                                     | 5:2                                        | Suiza                                      | Francia                                    | y                                          | Alemania                                   |
| 9       | 2016 Detalle | Bielorrusia          | Alemania                                   | 0:0 (3-2 p.p.)                             | España                                     | Inglaterra                                 | 2:1                                        | Noruega                                    |
| 10      | 2017 Detalle | República Checa      | Alemania                                   | 0:0 (3-1 p.p.)                             | España                                     | Países Bajos                               | y                                          | Noruega                                    |
| 11      | 2018 Detalle | Lituania             | España                                     | 2:0                                        | Alemania                                   | Finlandia                                  | 2:1                                        | Inglaterra                                 |
| 12      | 2019 Detalle | Bulgaria             | Alemania                                   | 1:1 (3-2 p.p.)                             | Países Bajos                               | España                                     | y                                          | Portugal                                   |
|         | 2020 Detalle | Suecia               | Cancelado debido a la pandemia de COVID-19 | Cancelado debido a la pandemia de COVID-19 | Cancelado debido a la pandemia de COVID-19 | Cancelado debido a la pandemia de COVID-19 | Cancelado debido a la pandemia de COVID-19 | Cancelado debido a la pandemia de COVID-19 |
|         | 2021 Detalle | Islas Feroe          | Cancelado debido a la pandemia de COVID-19 | Cancelado debido a la pandemia de COVID-19 | Cancelado debido a la pandemia de COVID-19 | Cancelado debido a la pandemia de COVID-19 | Cancelado debido a la pandemia de COVID-19 | Cancelado debido a la pandemia de COVID-19 |
| 13      | 2022 Detalle | Bosnia y Herzegovina | Alemania                                   | 2:2 (3-2 p.p.)                             | España                                     | Francia                                    | 2:0                                        | Países Bajos                               |
| 14      | 2023 Detalle | Estonia              | Francia                                    | 3:2                                        | España                                     | Inglaterra                                 | y                                          | Suiza                                      |
| 15      | 2024 Detalle | Suecia               | España                                     | 4:0                                        | Inglaterra                                 | Polonia                                    | 2:2 (4-2 p.p.)                             | Francia                                    |
| 16      | 2025 Detalle | Islas Feroe          | Países Bajos                               | 2:1                                        | Noruega                                    | Italia                                     | y                                          | Francia                                    |
| 17      | 2026 Detalle | Irlanda del Norte    | Por disputarse                             | Por disputarse                             | Por disputarse                             | Por disputarse                             | Por disputarse                             | Por disputarse                             |
| 18      | 2027 Detalle | Finlandia            | Por disputarse                             | Por disputarse                             | Por disputarse                             | Por disputarse                             | Por disputarse                             | Por disputarse                             |

## Títulos
En cursiva, se indica el torneo en que el equipo fue local.
| Equipo       | Campeón                                            | Subcampeón                             | Tercer lugar   | Cuarto lugar         | Semifinales |
| ------------ | -------------------------------------------------- | -------------------------------------- | -------------- | -------------------- | ----------- |
| Alemania     | 8 (2008, 2009, 2012, 2014, 2016, 2017, 2019, 2022) | 1 (2018)                               | 2 (2010, 2011) |                      | 1 (2015)    |
| España       | 5 (2010, 2011, 2015, 2018, 2024)                   | 6 (2009, 2014, 2016, 2017, 2022, 2023) | 2 (2013, 2019) |                      |             |
| Francia      | 1 (2023)                                           | 3 (2008, 2011, 2012)                   | 2 (2009, 2022) | 1 (2024)             | 1 (2015)    |
| Países Bajos | 1 (2025)                                           | 1 (2019)                               |                | 2 (2010, 2022)       | 1 (2017)    |
| Polonia      | 1 (2013)                                           |                                        | 1 (2024)       |                      |             |
| Inglaterra   |                                                    | 1 (2024)                               | 1 (2016)       | 3 (2008, 2014, 2018) | 1 (2023)    |
| Noruega      |                                                    | 1 (2025)                               |                | 2 (2009, 2016)       | 1 (2017)    |
| Suiza        |                                                    | 1 (2015)                               |                | 1 (2012)             | 1 (2023)    |
| Irlanda      |                                                    | 1 (2010)                               |                |                      |             |
| Suecia       |                                                    | 1 (2013)                               |                |                      |             |
| Dinamarca    |                                                    |                                        | 2 (2008, 2012) |                      |             |
| Italia       |                                                    |                                        | 1 (2014)       |                      |             |
| Finlandia    |                                                    |                                        | 1 (2018)       |                      |             |
| Islandia     |                                                    |                                        |                | 1 (2011, 2013)       |             |
| Bélgica      |                                                    |                                        |                | 1 (2013)             |             |
| Portugal     |                                                    |                                        |                |                      | 1 (2019)    |

## Mejor jugadora del torneo
| Año  | Jugadora         |
| ---- | ---------------- |
| 2008 | Alexandra Popp   |
| 2009 | Kyra Malinowski  |
| 2010 | Lola Gallardo    |
| 2011 | Alba Pomares     |
| 2012 | Sandie Toletti   |
| 2013 | Ewa Pajor        |
| 2014 | Andrea Falcón    |
| 2015 | Stefanie Sanders |
| 2016 | Caroline Siems   |
| 2017 | Lena Oberdorf    |

Fuente: